# 比容
比容（英語：specific volume，{\displaystyle \nu }）是某單位質量的特定物質所佔的體積。比容是一物質的內含性質(强度性质)，配合其他內含性質就可以描述一簡單熱力學系統的狀態。使用比容也可以在不需得知系統實際工作體積（可能是實際體積難以量測或是不重要）的條件下，分析一個熱力學系統。
在气象学中一般以符号 α  来表示空气的比容。
一物質的比容是其密度的倒數，比容的單位可表示為{\displaystyle {\frac {m^{3}}{kg}}}、 {\displaystyle {\frac {ft^{3}}{lbm}}}、{\displaystyle {\frac {ft^{3}}{slug}}}或{\displaystyle {\frac {mL}{g}}}：
{\displaystyle v={\frac {V}{m}}={\frac {1}{\rho }}}
其中{\displaystyle V}為體積，{\displaystyle m}為質量，{\displaystyle \rho }為物質的密度。
對於理想氣體而言
{\displaystyle v={\frac {{\bar {R}}T}{MP}}}
其中{\displaystyle {\bar {R}}}為個別氣體常數，{\displaystyle T}為絕對溫標下的溫度，而{\displaystyle P}為氣體的壓力。
上述是以理想气体状态方程{\displaystyle PV={nRT}}為基礎，而物质的量為{\textstyle n=m/M}。

## 應用
比容常用在：
- 摩尔体积
- 體積 (熱力學)
- 偏莫耳性質

比容是材料特性，定義為一公斤特定物體佔有的體積（單位為立方公尺）。SI制下的單位是立方公尺每公斤（m3/kg或m3·kg−1）。
有時比容會表示為每克特定物體佔有的體積（單位為立方公分），此時的單位是立方公分每公克（cm3/g或cm3·g−1）。若要將m3/kg轉換到cm3/g，乘以1000即可。
比容和密度成反比。若物體密度加倍，比容減半。
氣體的密度會隨溫度變化，而液體和固體一般來說會視為不可壓縮，其密度對溫度的變化很小。而比容是密度的倒數。因此在處理氣體時需仔細考慮，溫度的小變化也可能會讓比容變化。
人體血液的平均密度是1060 kg/m3，對應的比容為0.00094 m3/kg。此數值接近水的比容：0.00100 m3/kg.。

## 混合物的比容
非理想溶液的比容是各成份偏比容的和。
{\displaystyle \nu ={\frac {1}{\rho }}={\frac {\tilde {V}}{M}}=\sum _{i}w_{i}\cdot {\bar {\nu _{i}}}}
M是混合物的莫耳質量，可以代替體積，因為這是系統的內含性質。

## 常見物質的比容
以下是一些物質的比容，在標準壓力和溫度下，也就是在0 °C (273.15 K, 32 °F)，1大氣壓(101.325 kN/m2, 101.325 kPa, 14.7 psia, 0 psig, 30 in Hg, 760 torr)。
| 物質名稱 | 密度    | 比容    |
| 物質名稱 | (kg/m3) | (m3/kg) |
| -------- | ------- | ------- |
| 空氣     | 1.225   | 0.816   |
| 冰       | 916.7   | 0.00109 |
| 水       | 1000    | 0.00100 |
| 鹽水     | 1030    | 0.00097 |
| 汞       | 13546   | 0.00007 |
| R-22*    | 3.66    | 0.273   |
| 氨       | 0.769   | 1.30    |
| 二氧化碳 | 1.977   | 0.506   |
| 氯氣     | 2.994   | 0.334   |
| 氫氣     | 0.0899  | 11.12   |
| 甲烷     | 0.717   | 1.39    |
| 氮氣     | 1.25    | 0.799   |
| 蒸氣*    | 0.804   | 1.24    |

*數值不是在標準溫度和壓力下